# Zona Economică Specială Alabuga
Alabuga (în rusă Алабуга) este o zonă economică specială de tip industrial și de producție situată într-o zonă de 20 km² în districtul Ielabujiski al Republicii Tatarstan. Acționarii societății de administrare a ZES „Alabuga” sunt Federația Rusă prin SA „Zonelor Economice Speciale” cu participare statală de 100% (66%) și Ministerul Terenului și Proprietății al Republicii Tatarstan (34%).
Din 2016-2017, „Alabuga” este cea mai mare și mai reușită zonă economică specializată de tip industrial și de producție din Rusia, reprezentând 68% din veniturile totale (2017) și 42% din colectarea taxelor din toate ZES-urile țării), având o cotă de 54% din investițiile private în ZES-urile ruse (2016).

## Istorie

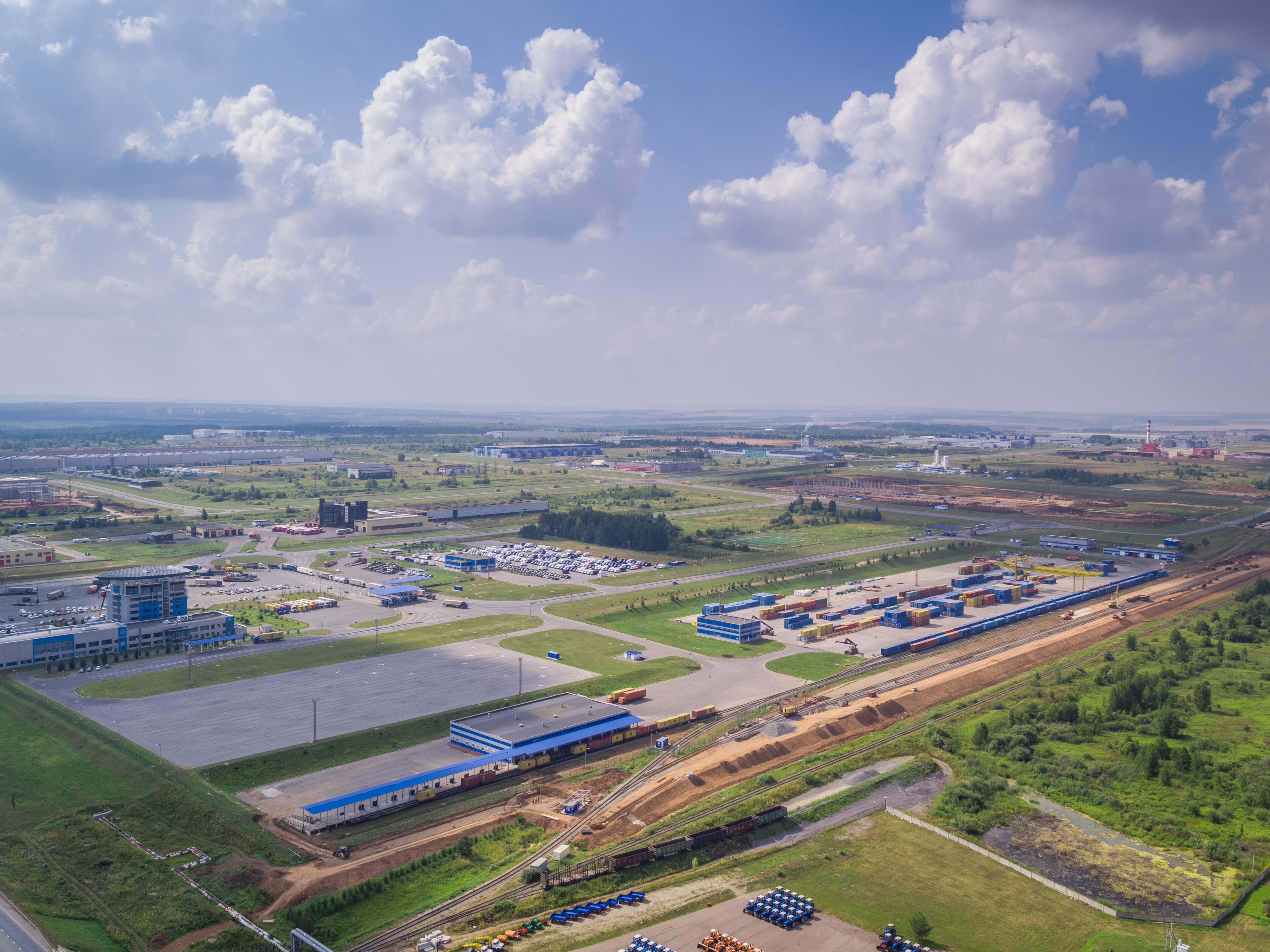
Vedere a ZES „Alabuga”, anul 2017

În anii 1980, malul drept al râului Kama era un centru industrial promițător. În imediata vecinătate a orașului Naberejnie Celnî, au fost construite drumuri și căi ferate; În 1984, Consiliul de Miniștri al URSS a decis să construiască fabrică de tractoare.
În 2004, pe site au fost lansate patru proiecte de producție cu investiții de 3 milioane de dolari. 

### Logistică
Accesul rutier spre „Alabuga” este asigurat de un drum de doi kilometri care face legătura între sit și autostrada federală M7. În 2016, compania de management a ZES-ului a planificat construcția unei linii feroviare suplimentare pentru a răspunde nevoilor tot mai mari ale locuitorilor, linie feroviară prin intermediul căreia se va furniza nisip cuarțos către Alabuga pentru producția de sticlă.
Până în octombrie 2017, 57 de companii au fost înregistrate ca rezidente, 23 de instalații au fost puse în funcțiune, altele erau în construcție sau proiectate în Alabuga.